# Кубок світу з хокею з шайбою 1996
Кубок світу з хокею з шайбою 1996 — 1-й кубок світу з хокею, що пройшов на двох континентах в Північній Америці та Європі з 26 серпня по 14 вересня 1996. Першим володарем кубка стала збірна США.

## Учасники
| Європейська група (Гарміш-Партенкірхен, Гельсінкі, Прага, Стокгольм) | Північноамериканська група (Монреаль, Нью-Йорк, Оттава, Філадельфія, Ванкувер) |
| Чехія                                                                | Канада                                                                         |
| Швеція                                                               | Росія                                                                          |
| Фінляндія                                                            | США                                                                            |
| Німеччина                                                            | Словаччина                                                                     |

## Арени
Північноамериканська група та плей-оф
- Корел-центр – Оттава, Канада
- Корстейтс-центр – Філадельфія, США
- Дженерал Моторс-плейс – Ванкувер, Канада
- Медісон-сквер-гарден – Нью-Йорк, США
- Молсон-центр – Монреаль, Канада

Європейська група
- Олімпіаштадіон – Гарміш-Партенкірхен, Німеччина
- Глобен – Стокгольм, Швеція
- Гельсінкі Айс Холл – Гельсінкі, Фінляндія
- Спортивні гала – Прага, Чехія

## Виставкові матчі турніру
- Росія 5–4 Фінляндія (Москва)[1]
- Швеція 2–3 Росія (Стокгольм)[1]
- Німеччина 2–4 Росія (Ландсгут)[2]
- Канада 4–4 Росія (Калгарі)[3]
- США 4–6 Росія (Детройт) [4]
- США 1–3 Канада (Ванкувер)[5]
- Канада 5–7 США (Сан-Хосе)[6]
- Словаччина 4–7 Канада (Едмонтон)[7]
- Словаччина 2–9 США (Провіденс)[7]

## Груповий етап

### Європейська група
| Команда   | І | В | П | Н | ЗШ | ПШ | Різ | О | Кваліфікація |
| --------- | - | - | - | - | -- | -- | --- | - | ------------ |
| Швеція    | 3 | 3 | 0 | 0 | 14 | 3  | +11 | 6 | Півфінал     |
| Фінляндія | 3 | 2 | 1 | 0 | 17 | 11 | +6  | 4 | Чвертьфінал  |
| Німеччина | 3 | 1 | 2 | 0 | 11 | 15 | –4  | 2 | Чвертьфінал  |
| Чехія     | 3 | 0 | 3 | 0 | 4  | 17 | –13 | 0 |              |

| 26 серпня 1996 |

| Швеція | 6 : 1    | Німеччина         |
| --- | -------- | ----------------- |
| Н. Лідстрем (32:09) М. Нюландер (36:40) М. Сундін (43:24) У. Дален (43:51) Н. Сундстрем (45:24) Ю. Гарпенлеф (49:46) | Протокол | М. Маккей (56:00) |

| «Глобен» (Стокгольм) Глядачів: 13.521 |

| 27 серпня 1996 |

| Фінляндія | 7 : 3    | Чехія                                               |
| --- | -------- | --------------------------------------------------- |
| В. Пельтонен (9:35) Ю. Ілонен (9:56) Т. Селянне (10:15) Ю. Лумме (12:29) Я. Оянен (22:22) К. Руутту (44:02) Ю. Лумме (50:17) | Протокол | Р. Бонк (6:02) Р. Райхель (31:40) Ї. Допіта (56:19) |

| «Гельсінкі Айс Холл» (Гельсінкі) Глядачів: 7.740 |

| 28 серпня 1996 |

| Фінляндія | 8 : 3    | Німеччина                                        |
| --- | -------- | ------------------------------------------------ |
| Г. Вірта (2:10) Я. Куррі (5:03) Є. Лехтінен (17:15) Т. Селянне (30:26) М. Ніємінен (34:51) Є. Лехтінен (36:05) М. Стремберг (44:20) С. Койву (46:42) | Протокол | Д. Новак (24:50) Р. Пика (35:56) Й. Гехт (50:33) |

| «Гельсінкі Айс Холл» (Гельсінкі) Глядачів: 5.364 |

| 29 серпня 1996 |

| Чехія | 0 : 3    | Швеція                                                     |
| ----- | -------- | ---------------------------------------------------------- |
|       | Протокол | М. Сундін (10:18) К. Юганссон (20:57) Ю. Бергквіст (33:44) |

| «Спортивні гала» (Прага) Глядачів: 13.851 |

| 31 серпня 1996 |

| Німеччина | 7 : 1    | Чехія          |
| --- | -------- | -------------- |
| М. Людеманн (2:24) Ю. Рюмрих (5:37) Я. Бенда (5:58) Т. Брандль (12:07) Б. Дусет (27:10) Я. Бенда (53:39) А. Люпциг (57:45) | Протокол | Я. Ягр (49:48) |

| «Олімпіаштадіон» (Гарміш-Партенкірхен) Глядачів: 5.000 |

| 1 вересня 1996 |

| Швеція                                                                                           | 5 : 2    | Фінляндія                              |
| ------------------------------------------------------------------------------------------------ | -------- | -------------------------------------- |
| Н. Сундстрем (32:28) Н. Лідстрем (33:10) М. Сундін (43:48) П. Форсберг (55:44) М. Сундін (59:31) | Протокол | Т. Селянне (11:04) М. Ніємінен (22:41) |

| «Глобен» (Стокгольм) Глядачів: 13.850 |

### Північноамериканська група
| Команда    | І | В | П | Н | ЗШ | ПШ | Різ | О | Кваліфікація |
| ---------- | - | - | - | - | -- | -- | --- | - | ------------ |
| США        | 3 | 3 | 0 | 0 | 19 | 8  | +11 | 6 | Півфінал     |
| Канада     | 3 | 2 | 1 | 0 | 11 | 10 | +1  | 4 | Чвертьфінал  |
| Росія      | 3 | 1 | 2 | 0 | 12 | 14 | –2  | 2 | Чвертьфінал  |
| Словаччина | 3 | 0 | 3 | 0 | 9  | 19 | –10 | 0 |              |

| 29 серпня 1996 |

| Канада                                                                                     | 5 : 3    | Росія                                                    |
| ------------------------------------------------------------------------------------------ | -------- | -------------------------------------------------------- |
| В. Дамфусс (9:23) Е. Дежарден (14:24) Б. Шенаген (17:11) Д. Сакік (40:52) Т. Флері (59:40) | Протокол | О. Ковальов (2:18) В. Малахов (22:57) С. Федоров (23:36) |

| «Дженерал Моторс-плейс» (Ванкувер) Глядачів: 18.422 |

| 31 серпня 1996 |

| Росія | 7 : 4    | Словаччина                                                          |
| --- | -------- | ------------------------------------------------------------------- |
| С. Федоров (9:37) О. Могильний (12:14) О. Могильний (18:31) В. Козлов (32:42) С. Федоров (39:58) С. Гончар (45:28) С. Нємчинов (55:26) | Протокол | Є. Бача (0:43) П. Бондра (11:08) Ж. Палффі (27:53) З. Цігер (41:57) |

| «Молсон-центр» (Монреаль) Глядачів: 10.733 |

| 31 серпня 1996 |

| США                                                                             | 5 : 3    | Канада                                               |
| ------------------------------------------------------------------------------- | -------- | ---------------------------------------------------- |
| Д. Леклер (5:01) Д. Вейт (23:37) С. Янг (30:48) Б. Галл (40:25) Б. Галл (59:35) | Протокол | В. Грецкі (9:53) М. Мессьє (18:38) В. Грецкі (58:57) |

| «Корстейтс-центр» (Філадельфія) Глядачів: 19.500 |

| 1 вересня 1996 |

| Канада                                                  | 3 : 2    | Словаччина                          |
| ------------------------------------------------------- | -------- | ----------------------------------- |
| В. Дамфусс (25:49) Т. Флері (42:02) С. Айзерман (56:10) | Протокол | П. Бондра (29:12) Л. Колник (38:22) |

| «Корел-центр» (Оттава) Глядачів: 18.500 |

| 2 вересня 1996 |

| США                                                                                      | 5 : 2    | Росія                                        |
| ---------------------------------------------------------------------------------------- | -------- | -------------------------------------------- |
| А. Дедмарш (0:26) Д. Леклер (7:08) К. Ткачук (24:46) П. Лафонтен (29:32) Д. Вейт (33:03) | Протокол | О. Твердовський (32:33) А. Коваленко (59:32) |

| «Медісон-сквер-гарден» (Нью-Йорк) Глядачів: 18.200 |

| 3 вересня 1996 |

| США | 9 : 3    | Словаччина                                               |
| --- | -------- | -------------------------------------------------------- |
| К. Ткачук (5:50) Д. Вейт (7:13) Д. Леклер (13:34) К. Ткачук (30:16) М. Шнайдер (32:37) К. Ткачук (38:20) Д. Отто (44:29) М. Модано (46:16) М. Модано (52:44) | Протокол | П. Бондра (2:15) С. Ілавський (36:09) Л. Рибович (55:38) |

| «Медісон-сквер-гарден» (Нью-Йорк) Глядачів: 18.200 |

## Плей-оф

### Чвертьфінали
| 5 вересня 1996 |

| Канада                                                                     | 4 : 1    | Німеччина             |
| -------------------------------------------------------------------------- | -------- | --------------------- |
| В. Грецкі (3:09) Б. Шенаген (21:53) Т. Лінден (36:41) Р. Бріндамор (43:05) | Протокол | П. Драйзайтль (28:34) |

| «Молсон-центр» (Монреаль) Глядачів: 13.422 |

| 6 вересня 1996 |

| Фінляндія | 0 : 5 | Росія                                                                                             |
| --------- | ----- | ------------------------------------------------------------------------------------------------- |
|           |       | О. Ковальов (6:36) С. Гончар (15:00) А. Николишин (27:36) Д. Юшкевич (45:40) А. Коваленко (46:09) |

| «Корел-центр» (Оттава) Глядачів: 15.347 |

### Півфінали
| 7 вересня 1996 |

| Швеція                                  | 2 : 3 (ОТ) | Канада                                                   |
| --------------------------------------- | ---------- | -------------------------------------------------------- |
| Т. Альбелін (45:47) М. Нюландер (53:33) | Протокол   | Е. Ліндрос (17:59) С. Нідермаєр (34:38) Т. Флері (99:47) |

| «Корстейтс-центр» (Філадельфія) Глядачів: 17.227 |

| 8 вересня 1996 |

| США                                                                                     | 5 : 2    | Росія                               |
| --------------------------------------------------------------------------------------- | -------- | ----------------------------------- |
| П. Лафонтен (0:26) Б. Галл (19:45) Т. Амонте (30:01) Б. Галл (34:58) М. Шнайдер (53:57) | Протокол | С. Березін (29:06) С. Зубов (41:57) |

| «Корел-центр» (Оттава) Глядачів: 15.347 |

### Фінал
| 10 вересня 1996 |

| США                                                   | 3 : 4 (ОТ) | Канада                                                                   |
| ----------------------------------------------------- | ---------- | ------------------------------------------------------------------------ |
| Д. Гетчер (22:03) Д. Гетчер (33:51) Д. Леклер (59:53) | Протокол   | Е. Ліндрос (16:40) К. Лем'є (39:21) Т. Флері (49:58) С. Айзерман (70:37) |

| «Корстейтс-центр» (Філадельфія) Глядачів: 18.577 |

| 12 вересня 1996 |

| Канада                             | 2 : 5    | США                                                                                 |
| ---------------------------------- | -------- | ----------------------------------------------------------------------------------- |
| Б. Шенаген (9:23) Д. Сакік (44:48) | Протокол | Д. Леклер (7:06) Д. Леклер (21:20) Б. Галл (35:24) К. Ткачук (58:52) С. Янг (59:44) |

| «Молсон-центр» (Монреаль) Глядачів: 21.273 |

| 14 вересня 1996 |

| Канада                            | 2 : 5    | США                                                                                    |
| --------------------------------- | -------- | -------------------------------------------------------------------------------------- |
| Е. Ліндрос (39:54) А. Фут (52:50) | Протокол | Б. Галл (11:18) Б. Галл (56:42) Т. Амонте (57:25) Д. Гетчер (59:18) А. Дедмарш (59:42) |

| «Молсон-центр» (Монреаль) Глядачів: 21.273 |

## Статистика
| Володар Кубка світу 1996 |
| ------------------------ |
| США 1-й титул            |

### Підсумкова таблиця
| 1 | США        |
| 2 | Канада     |
| 3 | Швеція     |
| 4 | Росія      |
| 5 | Фінляндія  |
| 6 | Німеччина  |
| 7 | Словаччина |
| 8 | Чехія      |

### Нагороди
| Нападники: | Джон Леклер – Матс Сундін – Бретт Галл |
| Захисники: | Кріс Челіос – Калле Юганссон           |
| Воротар:   | Майк Ріхтер                            |

### Бомбардири
| Гравець        | Збірна | І | Г | П | Очк. | +/− | ШХ |
| -------------- | ------ | - | - | - | ---- | --- | -- |
| Бретт Галл     | США    | 7 | 7 | 4 | 11   | +10 | 4  |
| Джон Леклер    | США    | 7 | 6 | 4 | 10   | +9  | 6  |
| Матс Сундін    | Швеція | 4 | 4 | 3 | 7    | +5  | 4  |
| Дуг Вейт       | США    | 7 | 3 | 4 | 7    | +1  | 12 |
| Вейн Грецкі    | Канада | 8 | 3 | 4 | 7    | +3  | 2  |
| Браєн Літч     | США    | 7 | 0 | 7 | 7    | +10 | 4  |
| Пол Коффі      | Канада | 8 | 0 | 7 | 7    | +4  | 12 |
| Кіт Ткачук     | США    | 7 | 5 | 1 | 6    | +6  | 44 |
| Теорен Флері   | Канада | 8 | 4 | 2 | 6    | +2  | 8  |
| Сергій Федоров | Росія  | 5 | 3 | 3 | 6    | +2  | 2  |

### Найкращі воротарі
| Гравець          | Збірна    | І | %ЧП | ПШ | І«0» | %ВБ  | КН   |
| ---------------- | --------- | - | --- | -- | ---- | ---- | ---- |
| Томмі Седерстрем | Швеція    | 2 | 120 | 2  | 1    | 95,2 | 1,00 |
| Томмі Сало       | Швеція    | 2 | 160 | 4  | 0    | 93,8 | 1,50 |
| Йозеф Гайс       | Німеччина | 2 | 120 | 5  | 0    | 93,3 | 2,50 |
| Майк Ріхтер      | США       | 6 | 370 | 15 | 0    | 92,3 | 2,43 |
| Кертіс Джозеф    | Канада    | 7 | 468 | 18 | 0    | 90,8 | 2,31 |